# 武昌戰鬥
武昌戰鬥發生於1926年9月2日－10月10日，地點則是在中國鄂武漢一帶，是國民革命軍北伐戰爭的戰鬥之一。武昌戰鬥的交戰雙方，一方為國民革命軍，另一方為吳佩孚部隊。10月初，武昌守军曾两次突围失败。10月8日，守卫武昌城南，由吴俊卿指揮的河南陸軍第三師向國民革命軍傳達有意投降，10月10日，第三師打开武昌城保安門迎接北伐军入城。:238
該日北伐軍攻破武昌城，並俘虜湖北督軍陳嘉謨、武昌城防司令兼陸軍第八師師長劉玉春。
此戰役勝利，投降北伐軍的直系部隊萬餘人，繳獲槍枝7,260枝，大砲18門。

## 參看
- 中華民國北洋政府時期內戰戰鬥列表
- 鄂南會戰